# Gonomyia degeneri
Gonomyia degeneri là một loài ruồi trong họ Limoniidae. Chúng phân bố ở miền Australasia.